# Lathys maculosa
Lathys maculosa är en spindelart som först beskrevs av Karsch 1879.  Lathys maculosa ingår i släktet Lathys och familjen kardarspindlar. Inga underarter finns listade i Catalogue of Life.